# Vic Seixas

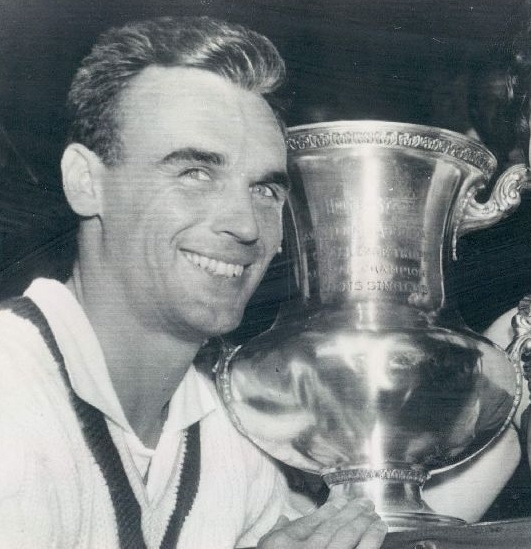
Vic Seixas (1954)

Elias Victor „Vic“ Seixas junior (* 30. August 1923 in Philadelphia; † 5. Juli 2024) war ein US-amerikanischer Tennisspieler.
Er gewann in seiner Karriere 15 Titel bei Grand-Slam-Turnieren im Einzel, Doppel und Mixed. Die größten Erfolge des Serve-and-Volley-Spielers waren die Siege im Herreneinzel in Wimbledon 1953 sowie der Gewinn des Herreneinzels bei den US Open 1954.
Seixas war einer der wenigen erfolgreichen Tennisspieler der 1950er Jahre, die nicht zu den Profis wechselten.